# Museu de História Natural de Moçambique

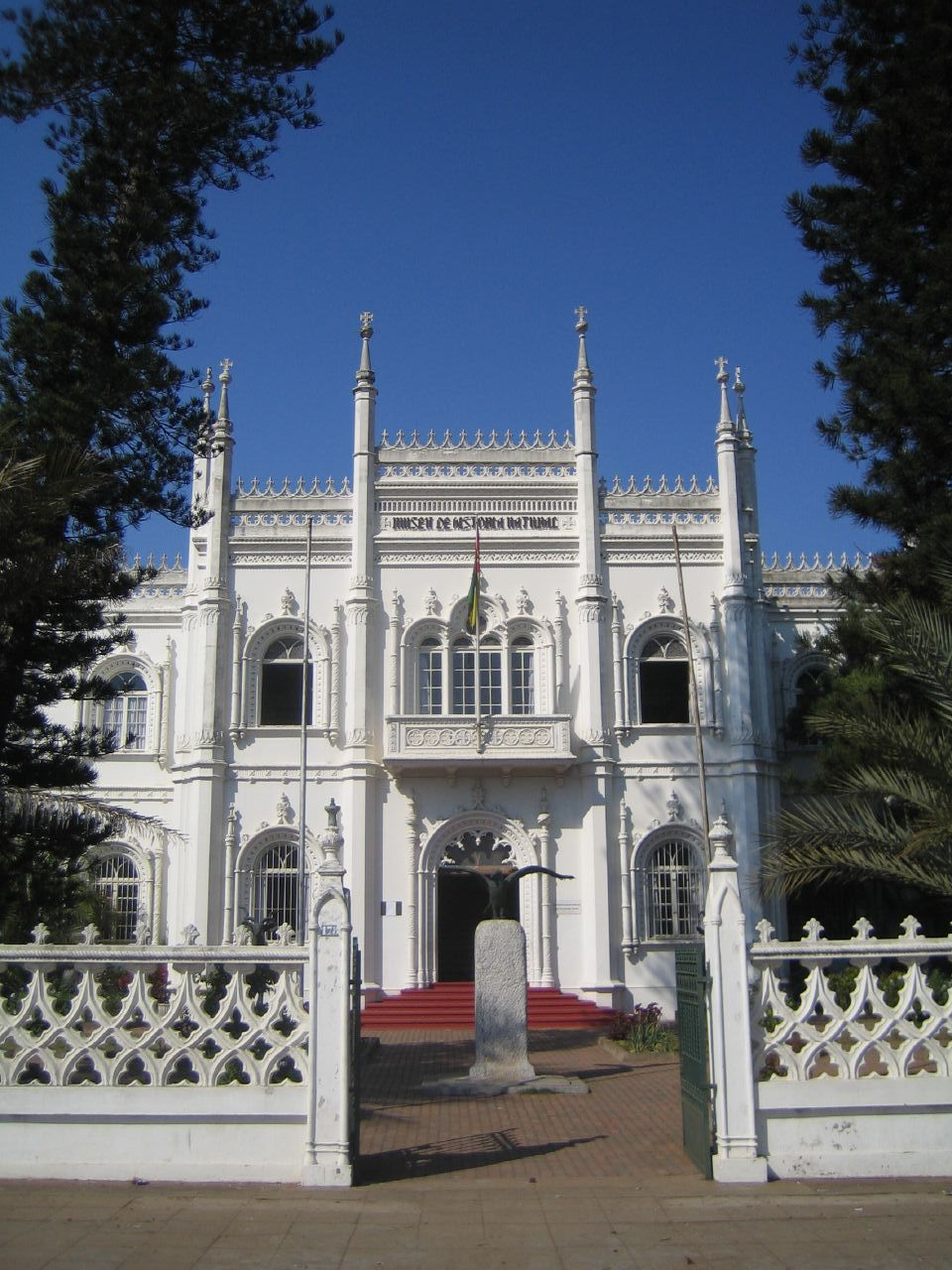
Das neo-manuelinische Gebäude des heutigen Museu de História Natural de Moçambique, errichtet 1933

Das Museu de História Natural de Moçambique, portugiesisch für Museum für Naturgeschichte von Mosambik, ist ein naturhistorisches Museum in der mosambikanischen Hauptstadt Maputo. Es befindet sich im Stadtteil Polana an der Praça Travessia do Zambeze. Das Museum wurde 1913 als Museu Provincial (Provinzmuseum) eröffnet, zog 1932/33 in das heutige Gebäude und trug den Namen eines portugiesischen Gouverneurs, Museu Dr. Álvaro de Castro.
Seit der Unabhängigkeit Mosambiks von der Kolonialmacht Portugal im Jahr 1975 trägt das Museum seinen heutigen Namen. Es ist das einzige Museum dieser Art im Land.

## Geschichte

### Gründung als Museu Provincial
Das Museum wurde am 6. Juni 1913 als Museu Provincial (Provinzmuseum) auf Initiative von Capitão Alberto Graça, einem portugiesischen Lehrer an der Escola 5 de Outubro, im Schulgebäude der Escola 5 de Outubro eingerichtet.
Bereits drei Jahre später erkannte der damalige Generalgouverneur der Kolonie Mosambik, Álvaro de Castro, die Bedeutung eines solchen Museums für die Kolonie und ordnete einen Umzug aus dem Schulgebäude in die Vila Jóia an, eine Villa im damaligen botanischen Stadtpark Jardim Vasco da Gama (heute Jardim Tunduru) der Kolonialhauptstadt. Das Museum verblieb aber dennoch unter der Aufsicht der Schulleitung, insbesondere Lehrer der naturwissenschaftlichen Fächer sollten dort Schülerinnen und Schüler Lehrinhalte praxisnah vermitteln.

Details der Ausstellung des Museums im Jahr 1929
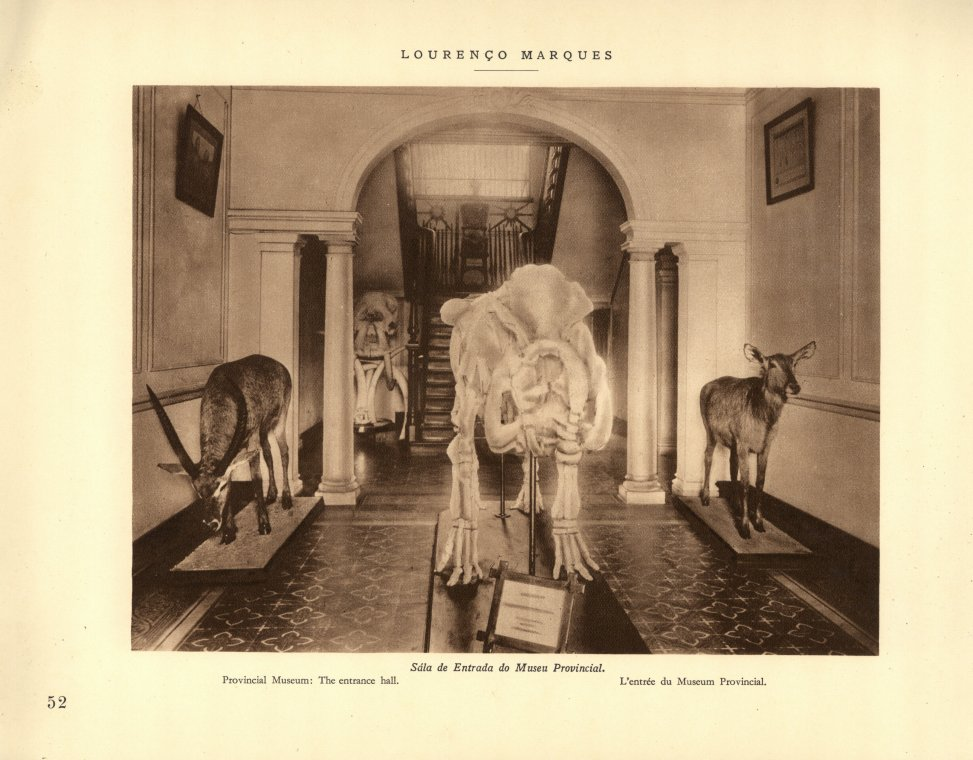
Eingang des Museums
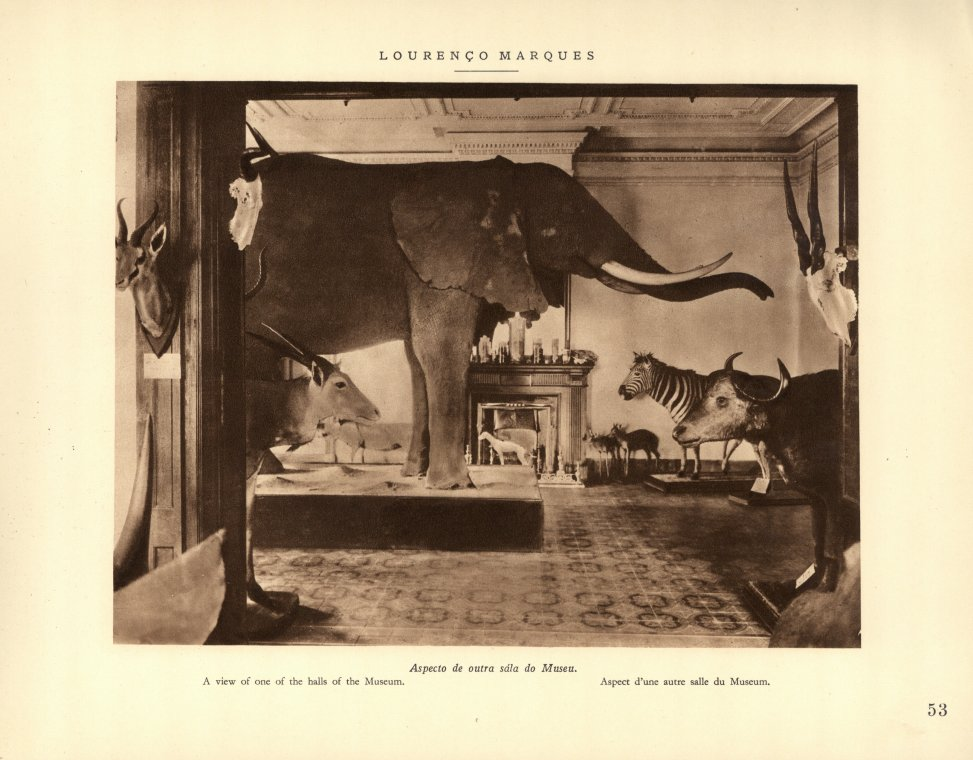
Tierpräparate in der Ausstellung
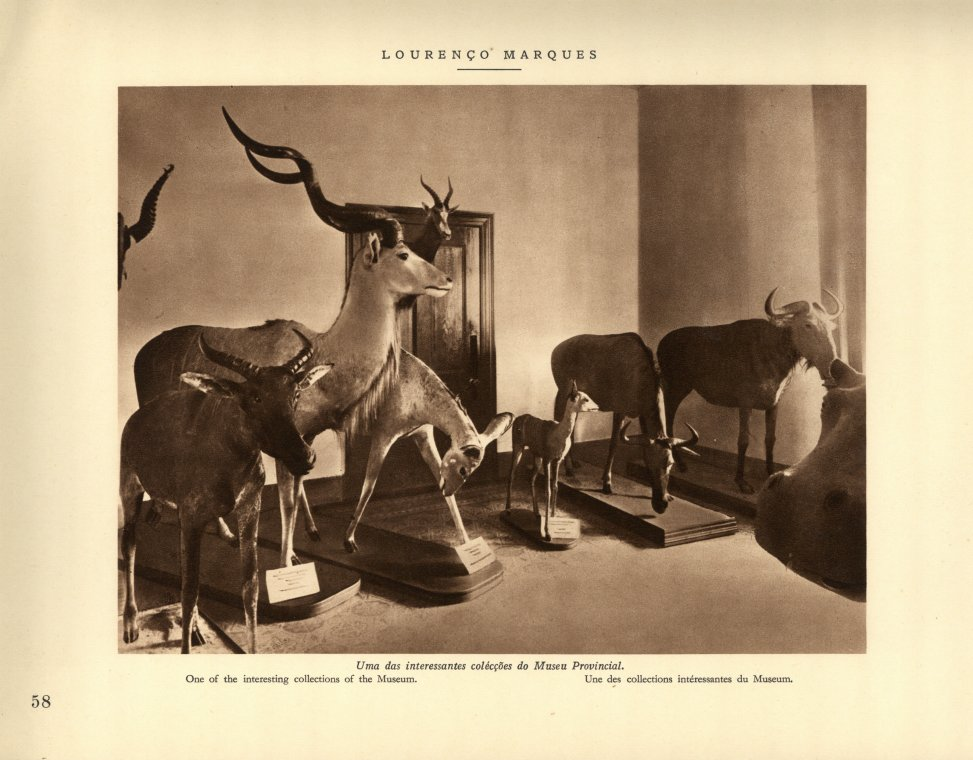
Weitere Tierpräparate
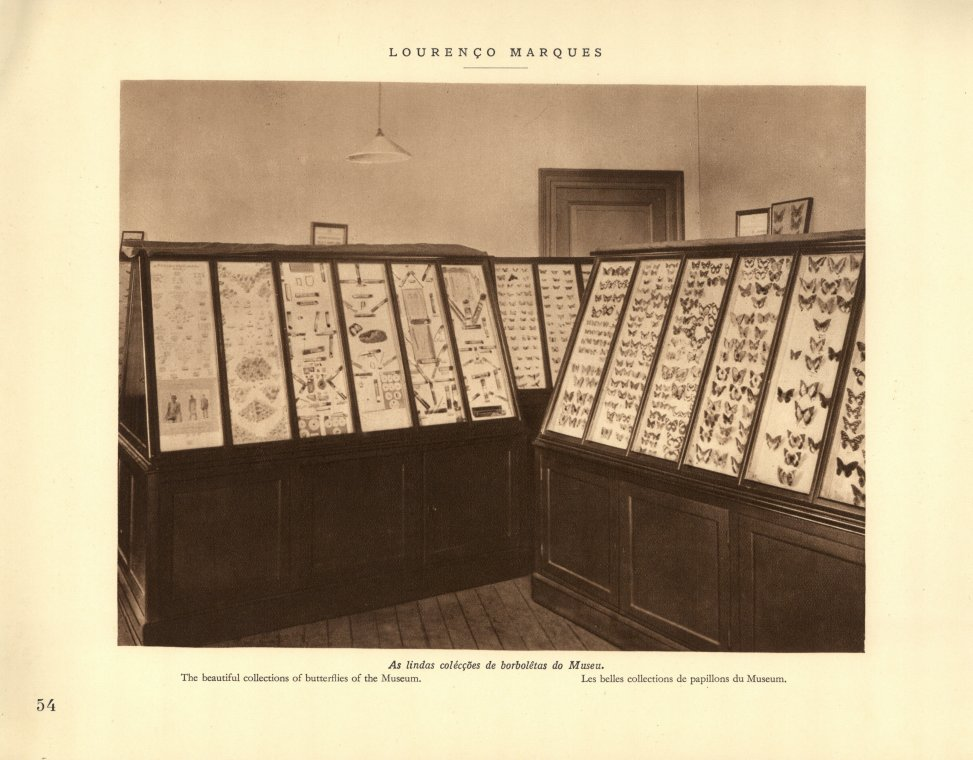
Schmetterlings-sammlungen
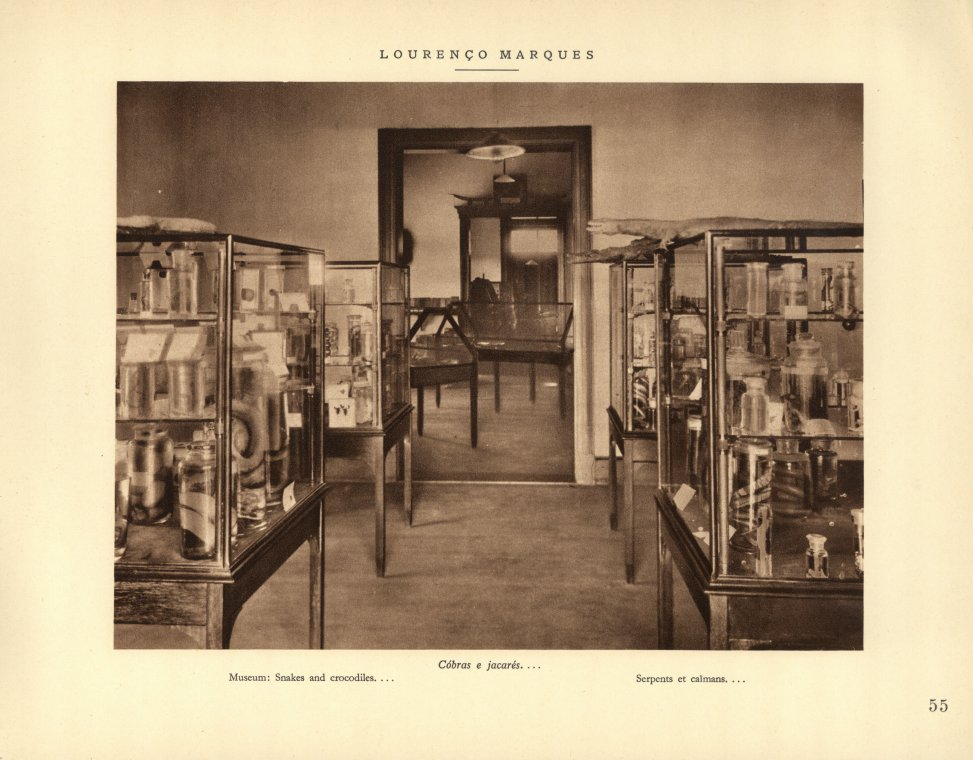
Schlangen- und Alligatorenpräparate
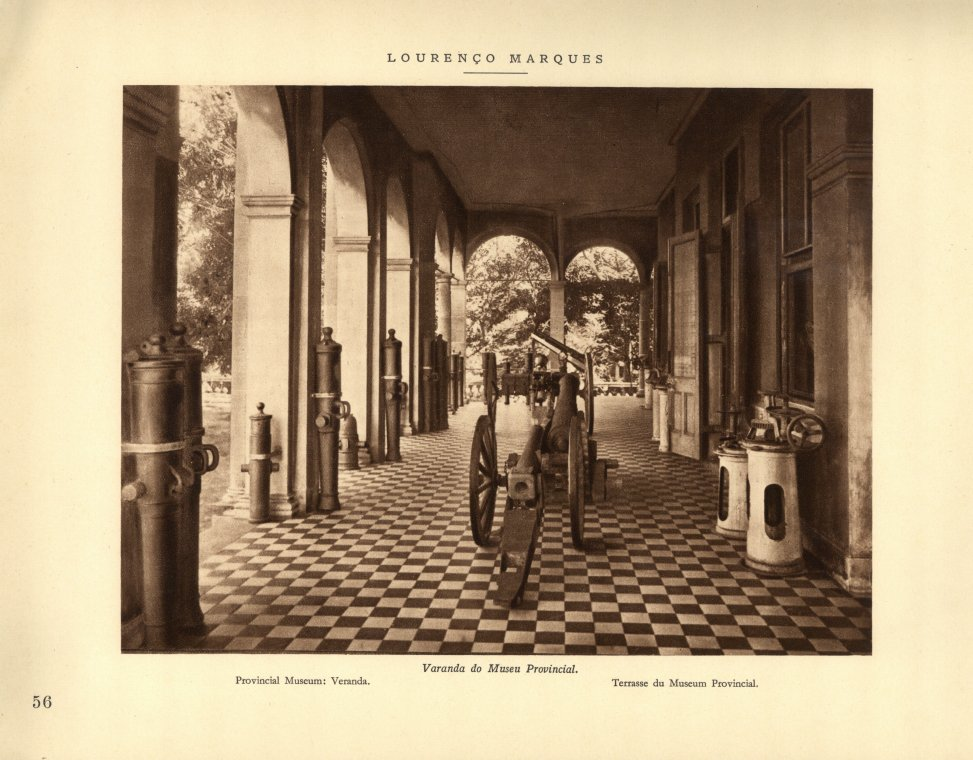
Terrasse des Museums
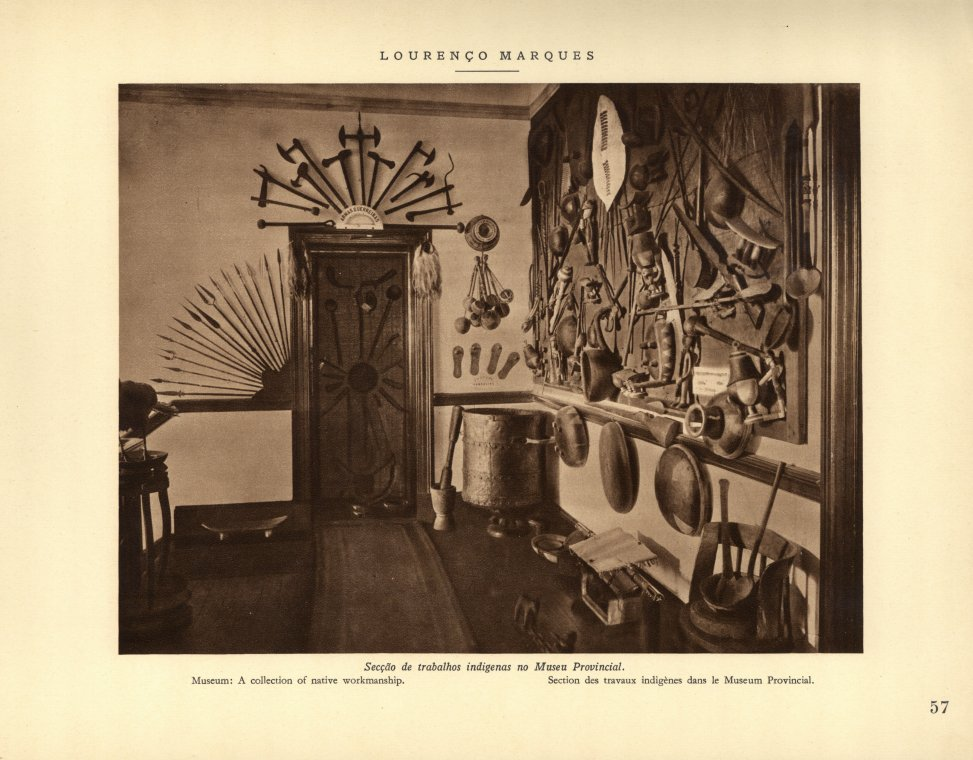
„Indigene Werke“

### Umbenennung und Umzug in ein neues Gebäude

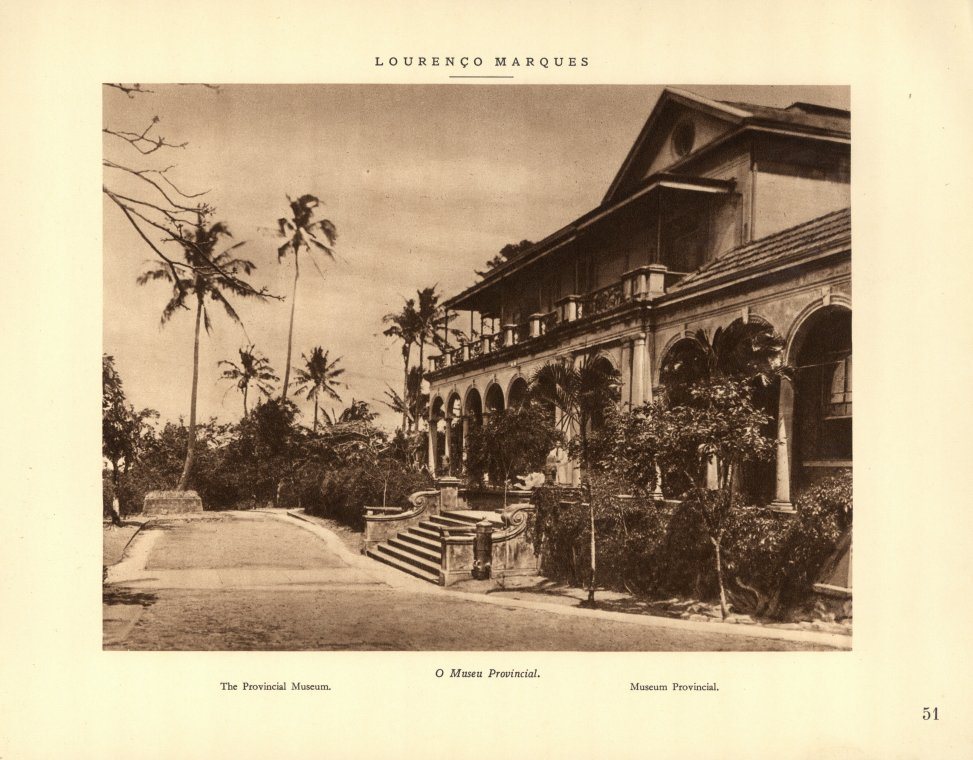
Bis 1932 residierte das Museum in der Vila Jóia im Jardim Vasco da Gama (1929)

1932 zog das Museum erneut um, in ein ursprünglich für eine Grundschule vorgesehenes Gebäude an der damaligen Praça das Descobertas (heute Praça Travessia do Zambeze), in dem es sich bis heute befindet. Mit dem Umzug erhielt das Museum auch einen neuen Namen, fortan hieß es zu Ehren des früheren Generalgouverneurs Museu Dr. Álvaro de Castro.
Das Gebäude hatte die Stadtverwaltung von Lourenço Marques errichten lassen. Das zweistöckige Gebäude auf trapezförmigem Grundriss erhielt eine Fassade im klassisch anmutenden und durch den historisierenden Zeitgeist traditionsorientiert anknüpfenden neomanuelinischen Stil. 1940 ließ die Stadtverwaltung einen Wettbewerb für eine Erweiterung des Museums ausschreiben, zu der es jedoch trotz eines Entwurfes des portugiesischen Architekten João José Tinoco letztendlich nicht kam.
Ab 1957 stand das Museum nicht mehr unter der Aufsicht der Schule, die inzwischen Liceu Salazar hieß und sich bereits wenige Jahre zuvor neben dem Museum angesiedelt hatte. Stattdessen gehörte es für zwei Jahre zur Kolonialbehörde für öffentliche Bildung, bevor es ab 1959 unter die Leitung des Institut für wissenschaftliche Forschung in Mosambik (Instituto de Investigação Cientifica de Moçambique) wechselte.

### Fortbestand nach der Unabhängigkeit Mosambiks

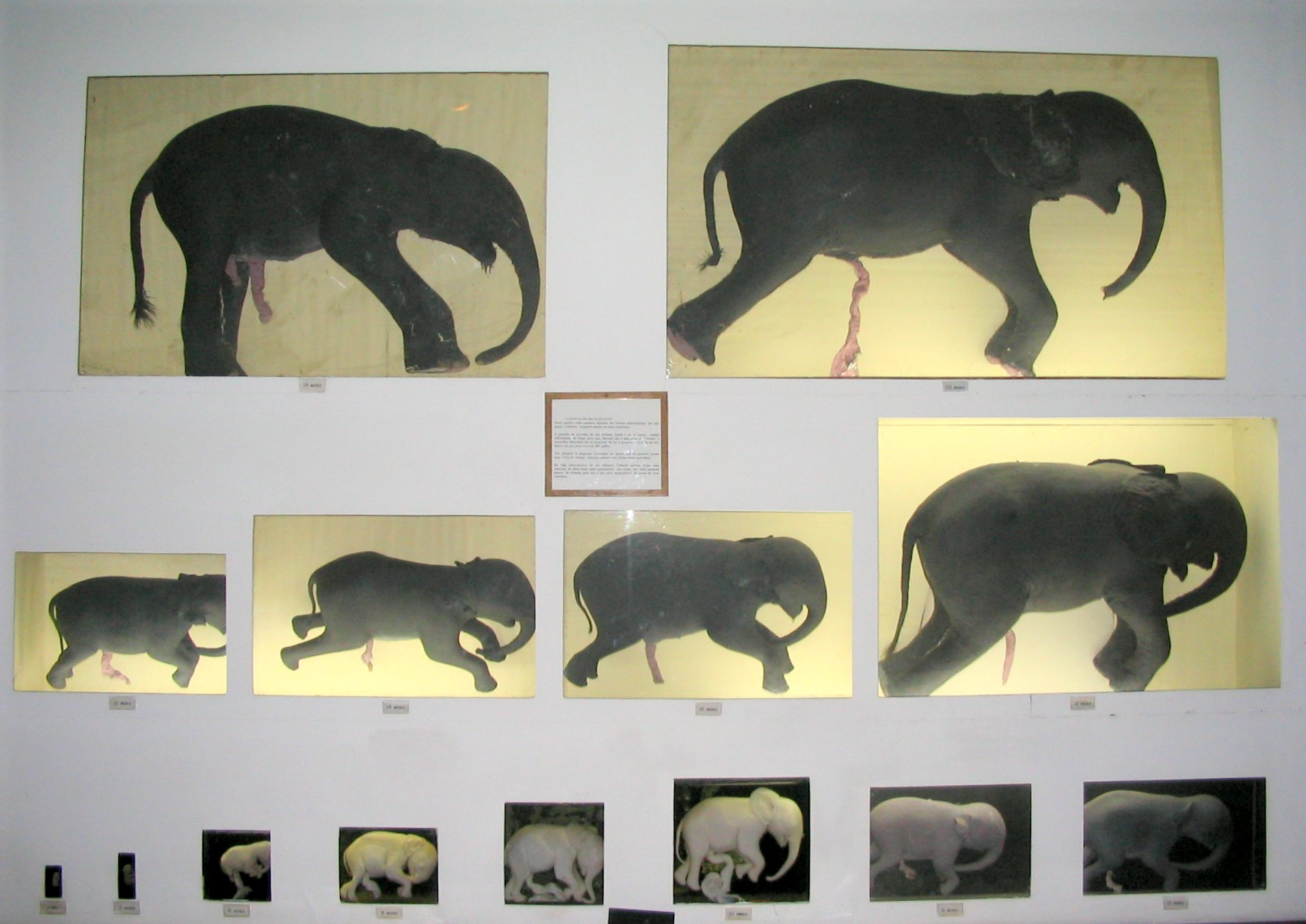
Zu den Besonderheiten der Ausstellung gilt unter anderem eine Sammlung von Präparaten von Elefantenföten zwischen dem ersten und 22. Monat.

Ungeachtet der Unabhängigkeit Mosambiks blieb das Museum seiner Thematik treu und diente weiterhin als naturhistorisches Museum für das unabhängige Land. Die Regierung ordnete jedoch eine Umbenennung des Museums an – wie auch vieler anderer Straßen und öffentlicher Einrichtungen. Seitdem trägt das Museum den Namen Museu de História Natural de Moçambique (Naturhistorisches Museum von Mosambik) und steht unter der Aufsicht der staatlichen Maputoer Eduardo-Mondlane-Universität.
Ziel des Museums ist es vor allem, die naturhistorische und ethnographische Vergangenheit Gegenwart Mosambiks zu erläutern. Insbesondere die Tierwelt des Landes wird mit zahlreichen Tierpräparaten dargestellt. Als Besonderheit gilt die Sammlung von Elefantenföten in verschiedenen Entwicklungsstadien, vom ersten bis zum 22. Geburtsmonat.
Das Museumsgebäude gehört zu der gut erhaltenen Architektur der portugiesischen Kolonialzeit. Seit 2011 befindet sich das Gebäude in der Vorauswahl für eine Denkmalliste der Stadt Maputo. In der portugiesischen Denkmaldatenbank Sistema de Informação para o Património Arquitectónico, die auch Werke ehemaliger portugiesischer Kolonien umfasst, ist es unter der Nummer 31371 gelistet.